# Мамедов, Азер Фектор оглы
Азе́р Фектор оглы Маме́дов (азерб. Məmmədov Azər Fektor oğlu; 7 февраля 1976, Кировабад, Азербайджанская ССР, СССР) — азербайджанский футболист, защитник.

## Карьера

### Клубная
В футбол начал играть в родном Кировабаде. В 1992 принят в команду «Кяпаз» и дебютировал в чемпионате Азербайджана.
В сезоне 1994/95 играл за Хазри Бузовна, после чего вернулся в «Кяпаз». В 1996—1997 проходил армейскую службу в СКА (Баку). В середине сезона 1997/98 вернулся в «Кяпаз», с которым за 2 года дважды становился чемпионом страны.
С 1999 по 2004 годы играл за «Шамкир», с которым неоднократно выигрывал чемпионат страны.
В зимний перерыв сезона 2005/06 перешёл в агдамский «Карабах», где играл под № 4.
В 2009 году выступал за клуб азербайджанской премьер-лиги «Габала» из одноимённого города. Сезон 2010/11 провел за клуб Гянджа.

### В сборной
Дебютировал в составе национальной сборной Азербайджана в 2001 году, сыграв за два года 9 матчей, в следующий раз он привлекался в состав сборной в 2006 году с новым тренером сборной. Всего же провёл 12 игр, голами так и не отметился.

## Достижения
- Чемпион Азербайджана: 1997/98, 1998/99 («Кяпаз»), 1999/2000, 2000/01, 2001/02 («Шамкир»)
- Серебряный призёр чемпионата Азербайджана: 2003/04 («Шамкир»)
- Бронзовый призёр чемпионата Азербайджана: 1993/94, 1995/96 («Кяпаз»)